# Johann Georg Holzach
Johann Georg Holzach (* 20. April 1756; † 19. August 1816) war ein Schweizer Pfarrer.
Johann Georg Holzach, Sohn des Georg Holzach, eines Lehrers an der Mädchenschule zu Barfüssern in Basel, wirkte 1779–1786 als Pfarrhelfer und 1786–1798 als zweiter Pfarrer in Biel. 1798–1800 war er Pfarrer in Pieterlen, 1800–1806  in  Riehen und 1806–1816 zu St. Elisabethen in Basel.
Seine beiden Söhne Emanuel Georg Holzach und Friedrich Holzach waren beide Unternehmer und Politiker in Basel.